# Roberta Agostini
Roberta Agostini (Pesaro, 25 agosto 1966) è una politica italiana.

## Biografia
Sposata, ha un figlio, è laureata in Filosofia e lavora alla Camera dei deputati come documentarista. Vive a Roma dal 1980.
Alle elezioni amministrative del 1993 è stata eletta consigliere comunale a Roma nel Partito della Rifondazione Comunista. Nel 1995 partecipa alla scissione che dà vita al Movimento dei Comunisti Unitari, che rappresenta all'assemblea capitolina fino al 1997.
Dopo essere confluita nei neonati Democratici di Sinistra, nel 2003 è stata eletta per la prima volta consigliera provinciale a Roma e fino al 2008 ha ricoperto il ruolo di presidente della commissione cultura, sport e politiche sociali. Rieletta in consiglio provinciale nel 2008 diventa presidente della commissione delle elette, fino al 2012. Nella segreteria dei Democratici di Sinistra di Roma, ha seguito prima le politiche culturali e della comunicazione e poi, nel 2004, è stata eletta coordinatrice delle donne.
Alla nascita del Partito Democratico ha fatto parte dell'assemblea costituente, della commissione statuto e della Direzione nazionale. Nel 2009 entra a far parte della Segreteria Nazionale del PD guidata da Pier Luigi Bersani. Nel 2011 viene eletta portavoce nazionale della Conferenza delle donne PD, caratterizzando il suo impegno nella battaglia per la democrazia paritaria, per il lavoro femminile e contro la violenza sulle donne.
Alle elezioni politiche del 2013 viene eletta alla Camera dei Deputati, nella circoscrizione Campania 1 tra le liste del Partito Democratico. È vicepresidente della Commissione Affari Costituzionali della Camera dei Deputati. Ha inoltre fatto parte della Direzione nazionale PD. 
Il 25 febbraio 2017 prende parte alla scissione dell'ala sinistra del Partito Democratico, aderendo ad Articolo 1 - Movimento Democratico e Progressista. Non viene rieletta dopo le elezioni politiche del 2018.
Nel 2023, con la fine dell'esperienza di Articolo 1, rientra nel Partito Democratico.

## Vita privata
È figlia di un sindacalista della CGIL ed è sorella di Riccardo Agostini, consigliere regionale nel Lazio dal 2013 al 2018, anch'egli eletto col Partito Democratico e poi passato ad Articolo 1-MDP.